# Rondje Veerse Meer
Het Rondje Veerse Meer is een lusvormige fietsroute van 58 km in de Nederlandse provincie Zeeland. De toeristische route maakt een lus over Walcheren, Noord-Beveland en Zuid-Beveland en maakt gebruik van het fietsroutenetwerk. De route kan in twee richtingen gefietst worden. Ze ontleent haar naam aan het Veerse Meer waar ze omheen fietst.
Voor de invoering van het fietsroutenetwerk met de knooppunten was de route bewegwijzerd met bebording van waterschap Scheldestromen.

## Verloop
De route kan overal gestart worden. Officieel start ze in Breezand ten noorden van Vrouwenpolder. Hier sluit de route aan op de LF Kustroute (onderdeel van de EuroVelo EV12 Noordzeeroute), de Beleefroute: Expeditie Delta, de Zeeuwse Windroute, de Wouter Weylandtroute en de Ku(n)stpicknickplekkenroute.  
De route gaat als eerst over de Veerse Gatdam. Deze wordt overgestoken naar Noord-Beveland. Bij De Banjaard gaan de EV12, de LF Kustroute, de Zeeuwse Windroute en de Wouter Weylandroute allen verder naar de Oosterscheldekering. Deze route volgt het Veerse Meer aan de noordzijde naar Kamperland. In de zomermaanden vaart er een veer tussen Kamperland en Veere.
Bij een voormalig landbouwhaventje gaat de route over de kasseien van het Kaaidijkje. In de zomermaanden vaart er een veer tussen Kortgene en Wolphaartsdijk. Dit veer is een voortzetting van het historische veer tussen deze plaatsen toen de Zandkreekdam nog niet bestond. 
Via de Zandkreekdam bereikt de route Zuid-Beveland. Over de Zandkreekdam loopt de Zeeuwse Windroute parallel mee, deze maakt een lus over buurtschap Roodewijk alvorens net na Wolphaartsdijk weer parallel mee te lopen met de route. In buurtschap Roodewijk kan worden aangesloten op de Jo de Rooroute. De route loopt bovenlangs Wolphaartsdijk op de locatie van het voormalige Wolphaartsdijkse Veer waar vroeger ook de Tramlijn Goes - Wolphaartsdijkse Veer aankwam. Hier komt in de zomermaanden het veer uit Kortgene aan.
De route volgt het Veerse Meer langs recreatiegebied De Piet en Vliegveld Midden-Zeeland terug richting Walcheren. 
Bij buurtschap Oranjeplaat en de gelijknamige jachthaven verlaat de Zeeuwse Windroute de route. De route loopt dicht tegen het Veerse Meer naar Sluis Veere en steekt hier het Kanaal door Walcheren over. 
In Veere kan in de zomermaanden het veer worden genomen naar Kamperland. Dit veer vertrekt bij de Campveerse Toren. De route komt ook voorbij de Grote Kerk en het Stadhuis van Veere.
Buiten Veere net na Buiten de Veste komt de Ku(n)stpicknickplekkenroute bij de route. De route loopt via Vrouwenpolder terug naar Breezand.

## Aansluitingen op andere fietsroutes
- Onderweg kan gebruik worden gemaakt van het fietsroutenetwerk ter plaatse.
- Tussen Breezand en De Banjaard loopt de route parallel met de LF Kustroute (onderdeel van de EuroVelo EV12 Noordzeeroute).
- Tussen Breezand en De Banjaard loopt de route parallel met de Zeeuwse Windroute (deze loopt onderlangs de Veerse Gatdam, het Rondje Veerse Meer loopt bovenlangs).
- Tussen Breezand en De Banjaard loopt de route parallel met de niet bewegwijzerde Wouter Weylandtroute.
- Op de Zandkreekdam loopt de route parallel met de Zeeuwse Windroute, door deze te volgen naar buurtschap Roodewijk kan worden aangesloten op de Jo de Rooroute.
- Tussen Wolphaartsdijk en Oranjeplaat loopt de route parallel met de Zeeuwse Windroute.
- Tussen Buiten de Veste en Breezand loopt de route parallel met de Ku(n)stpicknickplekkenroute.
- Tussen De Banjaard en de Zandkreekdam loopt ook de Beleefroute: Expeditie Delta.